# Социальная дилемма (фильм)
«Социальная дилемма» (англ. Social Dilemma) — документальный фильм с элементами игрового кино, вышедший на стриминговой платформе Netflix в 2020 году. В фильме представлены интервью со многими бывшими сотрудниками, руководителями и другими профессионалами из ведущих технологических компаний и социальных сетей, таких как Facebook, Google, Twitter, Instagram и Apple. Эти респонденты рассказывают о своём непосредственном опыте работы в технологической отрасли и вокруг нее. Они утверждают, что несмотря на позитивные изменения в обществе, платформы социальных сетей и крупные технологические компании также вызвали проблемные социальные, политические и культурные последствия. Большинство опрошенных респондентов покинули свои компании из-за различных этических опасений.
В фильме также присутствуют игровые сцены с участием актёров. В центре сюжета — современная американская семья, в которой дети большую часть времени проводят в социальных сетях. Их увлечение становится причиной комплекса исследуемых в фильме проблем, в том числе недопонимания между членами семьи.
Премьера состоялась на кинофестивале Сандэнс 26 января 2020 года.

## Исследуемая проблематика
Большинство интернет-ресурсов работают по рекламной бизнес-модели. Данные о поведении пользователей предоставляются рекламодателям, готовым платить компании за размещение рекламы внутри её сервиса. Такой план монетизации позволяет пользователям бесплатно и без ограничений пользоваться сервисами, IT-компаниям — расширять аудиторию и получать прибыль, а рекламодателям — находить клиентов с помощью эффективных современных инструментов продвижения.
Точность прогноза эффективности рекламы напрямую зависит от объёма собираемых данных с пользователей, и это является главным критерием конкуренции современных IT-компаний. Объём данных, в свою очередь, зависит от того, насколько часто пользователи заходят на сайт или в мобильное приложение, как много проводят там времени и какие активные действия совершают. Именно поэтому в условиях современного рынка IT-компании вынуждены конкурировать за интерес и внимание людей, совершенствуя алгоритмы для увеличения вовлечённости пользователей.
Методы увеличения вовлечённости в своей сути являются комплексом психологических манипуляций, построенных на внедрении бессознательных привычек через дизайн приложений, что становится причиной риска интернет-зависимости среди пользователей. Создатели фильма связали скачок числа расстройств личности среди подростков, который начался в период с 2011 по 2013 годы, с широким распространением электронных девайсов.
Также в фильме были подвергнуты критике алгоритмы индивидуального подбора контента для каждого пользователя, что по мнению респондентов привело к образованию информационных «пузырей» и глобальной личной и политической поляризации в обществе.

## В ролях
- Скайлер Джизондо — Бен
- Кара Хейуорд — Кассандра
- София Хаммонс — Айла
- Крис Грунди — отчим
- Барбара Геринг — мать
- Винсент Картайзер — искусственный интеллект